# Liste des codes OACI des aéroports/V
- A
- B
- C
- D
- E
- F
- G
- H
- I
- J
- K
- L
- M
- N
- O
- P
- Q
- R
- S
- T
- U
- V
- W
- X
- Y
- Z

Format des données :
- Code OACI — Nom de l'aérodrome — Ville desservie (département)

## VA
Inde :
- VABB : Aéroport international Chhatrapati Shivaji, Bombay
- VAPR : Aéroport de Porbandar, Porbandar

## VC
Sri Lanka :
- VCBI : Aéroport international Bandaranaike, Colombo

## VD
Cambodge :
- VDPP : Aéroport international de Phnom Penh
- VDSA : Aéroport international de Siem Reap-Angkor (nouvel aéroport)
- VDSR : Aéroport international de Siem Reap (devrait être remplacé)
- VDSV : Aéroport international de Sihanoukville

## VE
- VECC : Aéroport international Netaji Subhash Chandra Bose, Calcutta
- VEPU : Aéroport de Purnia, en Inde.

## VG
Bangladesh :
- VGBR : Aéroport Barisal, Barisal
- VGCB : Aéroport Cox's Bazar, Cox's Bazar
- VGCM : Aéroport Comilla, Comilla
- VGEG : Aéroport international Shah Amanat, Chittagong
- VGIS : Aéroport Ishurdi, Ishurdi
- VGJR : Aéroport Jessore, Jessore
- VGRJ : Aéroport Shah Makhdum
- VGSD : Aéroport Saidpur
- VGSH : Aéroport Shamshernagar, Shamshernagar
- VGSY : Aéroport international Osmani, Sylhet
- VGTJ : Aéroport Tejgaon, Dhaka
- VGZR : Aéroport international Shah Jalal, Dhaka

## VH
Hong-Kong :
- VHHH : Aéroport international de Hong Kong
- VHKT : Aéroport international Kai Tak
- VHSK : Aérodrome de Shek Kong

## VI
- VIDP : Aéroport international Indira Gandhi, Delhi.
- VILK : Aéroport d'Amausi, Lucknow.
- VIJO pour Aéroport de Jodhpur en Inde.

## VL
Laos :
- VLVT : Aéroport international Wattay de Vientiane

## VM
- VMMC : Aéroport international de Macao

## VN
Népal :
- VNBP : Aéroport de Bhâratpur
- VNJS : Aéroport de Jomsom
- VNKT : Tribhuvan International Airport
- VNPK : Aéroport de Pokhara

## VO
Inde
- VOBG : Ancien aéroport international de Bangalore, aéroport HAL,
- VOBL : Aéroport international de Bangalore,
- VOHS : Aéroport international de Hyderabad,
- VOML : Aéroport international de Mangalore
- VOMM : Aéroport international de Chennai, Chennai,
- VOTJ : Base aérienne de Thanjavur,
- VOVZ : INS Dega.
- VOBX : INS Baaz.

## VQ
Bhutan :
- VQPR : Aéroport international de Paro

## VR
Maldives :
- VRMG : Aéroport international de Gan
- VRMM : Aéroport international de Malé

## VT
Thaïlande :
- VTBS :(BKK) Aéroport international de Bangkok
- VTCC : Aéroport International de Chiang Mai
- VTSG : Aéroport de Krabi

## VV
Viêt Nam :
- VVBM : Aéroport de Buôn Ma Thuôt,
- VVCM : Aéroport de Cà Mau

## VY
Birmanie :
- VYKG : Aéroport de Kengtung
- VYMD : Aéroport international de Mandalay
- VYYY : Aéroport international de Yangon